# Stockweiher (Landschaftsschutzgebiet, Landkreis Schwäbisch Hall)
Der Stockweiher ist ein vom Landratsamt Crailsheim am 22. September 1959 durch Verordnung  ausgewiesenes Landschaftsschutzgebiet auf dem Gebiet der Gemeinde Fichtenau.

## Lage und Beschreibung
Das 1,2 Hektar große Schutzgebiet liegt nordöstlich des Ortsteils Wildenstein und umfasst lediglich den gleichnamigen, 0,8 ha großen Weiher mit seinen Uferbereichen.
Naturräumlich gehört das Gebiet zum Unterraum Dinkelsbühler und Feuchtwanger Hügelland der Haupteinheit Mittelfränkisches Becken.
Der künstlich angelegte und über eine Mönchanlage zum Lautenbach ablassbare Weiher liegt im Norden eines Waldgebiets und ist fast ganz von Wald umgeben; im Westen schließt ein Spielplatzgelände an.